# Google Art Project
A Google Arts & Culture a Google kulturális szolgáltatása, amit azért hoztak létre, hogy elérhetővé tegyék a világ vizuálisan ábrázolt kincseit. A platform a Google "20 százalékos idő" politikájának eredményeként jött létre, amely arra ösztönözte az alkalmazottakat, hogy idejük 20%-át saját, innovatív, érdekes projektre fordítsák. Az alkalmazottak egy kis csoportja létrehozta a platform koncepcióját, miután megbeszélést folytattak arról, hogyan lehet a cég technológiáját felhasználni a múzeum művészeti alkotásainak hozzáférhetőbbé tételéhez. A platformkoncepció illeszkedik a cég küldetéséhez „a világ információinak rendszerezése, és általánosan hozzáférhetővé és hasznossá tétele”. Ennek megfelelően 2009 közepén a Google vezetői beleegyeztek, hogy támogatják a projektet, és számos múzeum online felügyelőjét vették fel a kezdeményezés elkötelezettségére. 
2011. február 1-jén indította el a Google Kulturális Intézet nemzetközi múzeumok, többek között a londoni Tate Galéria, a New York-i Metropolitan Művészeti Múzeum és a firenzei Uffizi közreműködésével. A Google szerverrel, szoftverrel, a múzeumok pedig együttműködésükkel járulnak hozzá ahhoz, hogy a lehető legszélesebb körben mutassák be gyűjteményeik kiemelkedő darabjait. Ezt a projektet 2011. február 1-én indította a Google, együttműködve 17 nemzetközi múzeummal.
Lehetővé teszi felhasználói számára a partnermúzeumok galériájának virtuális megtekintését, műalkotások fizikai és tartalmi felfedezését, virtuális gyűjtemények összeállítását. A walk-through funkció a Google Street View technológiáját használja fel.
2013. április 3-án a Google egy jelentős fejlesztéssel jelentkezett, ezúttal 151 múzeummal működött együtt. Manapság ez a platform több mint 32 000 műalkotást tartalmaz, 46 közgyűjtemény részvételével. A Google később egy globális másod-generációs platformot fejlesztett ki: jelenleg 18 nyelven érhető el, beleértve az angol, japán, indonéz, francia, olasz, lengyel és portugál nyelveket.